# Jonathan Reis
Jonathan De Lima Reis (* 6. Juni 1989 in Contagem) ist ein ehemaliger brasilianischer Fußballspieler.

## Karriere
Jonathan Reis wurde 2007 vom niederländischen Spitzenverein PSV Eindhoven verpflichtet. Zuvor spielte er von 2005 bis 2007 in der Jugend des brasilianischen Erstligisten Atlético Mineiro. Sein Profidebüt gab der Brasilianer am 19. August 2007 beim 2:0-Erfolg bei Heracles Almelo. In diesem Spiel gab er auch seine erste Torvorlage in einem Pflichtspiel. In der Saison 2007/08 spielte er noch weitere zwei Mal in der Ehrendivision und gab in der UEFA Champions League gegen Inter Mailand am 12. Dezember 2007 sein Debüt. Überwiegend wurde er aber noch in der zweiten Mannschaft, Jong PSV, eingesetzt.
Ende der Saison 2007/08 und in der Vorbereitung auf die Spielzeit 2008/09 hatte Reis mit Verletzungen zu kämpfen. Um ihm mehr Spielpraxis zu geben, entschieden die PSV-Verantwortlichen, ihn an den FC Tupi nach Brasilien zu verleihen.
Nachdem Reis nach der Winterpause 2009/10 aus Brasilien zur PSV zurückgekehrt war, fiel er durch extreme Ermüdungserscheinungen auf. Am 24. Januar 2010 gab die PSV Eindhoven bekannt, dass sie Reis aufgrund der Einnahme verbotener Substanzen mit sofortiger Wirkung entlassen, da der Stürmer jede Hilfe ablehnte. Im Juli 2010 kehrte er zu PSV Eindhoven zurück und unterschrieb einen Dreijahresvertrag. Am 20. Oktober 2010 fiel Reis bei PSV wiederum in Ungnade, diesmal durch eine Autofahrt unter Alkoholeinfluss. Am 24. Oktober 2010 erzielte er beim 10:0-Sieg gegen Feyenoord Rotterdam seinen ersten Dreierpack für die PSV Eindhoven. Am Ende der Saison 2010/11 lief sein Vertrag aus.
Nach einem halben Jahr Arbeitslosigkeit wurde er am 4. Dezember 2011 von Vitesse Arnheim verpflichtet. Nachdem Trainer Peter Bosz Reis seit September 2013 nicht mehr für den Eredivisie-Kader berücksichtigt hatte, wurde der noch bis 2016 laufende Vertrag zum 1. Dezember 2013 aufgelöst.